# Hans Reinmar
Hans Reinmar, eigentlich Johann Eduard Wochinz, (* 11. April 1898 in Wien, Österreich-Ungarn; † 7. Februar 1961 in West-Berlin) war ein österreichischer Opernsänger (Bariton).

## Leben
Hans Reinmar wurde im Jahre 1898 in Wien geboren. Nach Abbruch einer Architektenausbildung wandte er sich dem Gesangsstudium zu und sammelte erste Bühnenerfahrung am Mährischen Theater Olmütz. Nach Engagements am Opernhaus Zürich, der Semperoper und der Hamburgischen Hamburg wurde er 1928 an die Städtische Oper Berlin verpflichtet, der er bis zu seinem Tod im Jahr 1961 verbunden blieb. Reinmar sang ein umfangreiches klassisches Repertoire (u. a. Wolfgang Amadeus Mozart, Richard Wagner, Giuseppe Verdi) und trat von 1939 bis 1941 bei den Bayreuther Festspielen auf. Daneben hatte er einen hervorragenden Ruf als Interpret zeitgenössischer Musik (Paul Hindemith, Kurt Weill, Gottfried von Einem, Robert Kurka). Reinmar wirkte in dem Zarah-Leander-Film Der Weg ins Freie (1941) als Bariton in der Semiramide von Gioachino Rossini mit. Zarah Leander spielt dort eine Opernsängerin und Reinmar steht mit ihr auf der Bühne. Bei Kriegsende kam er noch auf die Gottbegnadeten-Liste. Einen großen Erfolg feierte er als Falstaff (Verdi) unter Walter Felsenstein an der Komischen Oper, wo er sein Talent als Sänger und als Schauspieler unter Beweis stellte.
1923 heiratete er in Dresden Johanna Hennig (* 1893 edenda; † 1986 Pforzen).
Hans Reinmar starb 1961 im Alter von 62 Jahren in seiner Wohnung in Berlin-Grunewald.

## Ehrungen
- 1937 Kammersänger (Verleihung durch Adolf Hitler, der anlässlich des Jahrestages der Machtergreifung 1937 mehrere Künstler mit Titeln auszeichnete[3])